# Вільям Квільян (тенісист)
Вільям Квільян (англ. William Quillian; 13 квітня 1934 — 12 липня 1973) — колишній американський тенісист.
Найвищим досягненням на турнірах Великого шолома був фінал в парному розряді.

## Фінали турнірів Великого шолома

### Парний розряд (1 поразка)
| Результат | Рік  | Турнір        | Покриття | Партнер      | Суперники              | Рахунок                 |
| --------- | ---- | ------------- | -------- | ------------ | ---------------------- | ----------------------- |
| Поразка   | 1955 | Чемпіонат США | Трава    | Джералд Мосс | Камо Косей Ацусі Міяґі | 3–6, 3–6, 6–3, 6–1, 4–6 |